# Prieuré de Merlande
Le prieuré de Merlande est un prieuré situé à La Chapelle-Gonaguet dans le département de la Dordogne.

## Historique
L’évêque de Périgueux Geoffroi Ier de Cauzé (1138-1142) donne à l’abbaye de Chancelade les terres situées au lieu-dit Merlande en l'an 1140. 
En 1143, l'abbé de Chancelade, Élie Audoin (Élie de La Garde), décide d’y construire une chapelle dédiée à saint Jean-Baptiste. Elle est décorée par onze chapiteaux. L'arc triomphal de l'entrée a deux chapiteaux.
Rapidement, la chapelle est transformée en prieuré. La chapelle devenue église prieurale est agrandie par l’adjonction de deux travées couvertes par des coupoles à l'ouest. 
La chapelle est en partie détruite en 1172 quand des soldats amenés par Henri II et son fils Richard Cœur de Lion doivent parcourir la campagne pour faire le siège du « bourg du Puy-Saint-Front » (Périgueux). La chapelle est restaurée rapidement et la première travée de la nef est remplacée par une voûte en berceau.
Pendant les guerres de Religion, le prieuré est ravagé deux fois par les protestants. Vers 1575, l'abbé François de Brianson décide alors de protéger le prieuré par des fortifications. Une tour avec mâchicoulis est construite à l'angle nord du bâtiment primitif et une pièce est ajoutée au-dessus de la chapelle romane pour servir de logement aux défenseurs. Cette pièce est accessible par un escalier placé contre la façade latérale sud de la chapelle. Des meurtrières sont ouvertes dans les murs de la chapelle. D'autres défenses extérieures ont aussi été construites et des fossés ont entouré tous les bâtiments.
Après la Révolution, le dernier prieur obligé de s'enfuir se noie dans les fossés. Le prieuré est pillé. Seule la chapelle a été épargnée. Les bâtiments d'habitation et d'exploitation ont été rasés. Les terres agricoles dépendant du prieuré sont vendues en 1791.
Au concordat de 1801 la chapelle est déclassée. Elle est abandonnée sans couverture. 
L'abbé Audierne a obtenu le classement de la chapelle.
Les maçonneries de la chapelle sont restaurées par les services des monuments historiques entre 1945 et 1948. Des restes du logis du prieur avec une de ses tours sont relevés de leurs ruines en 1962. En 1996, le cellier adjacent au prieuré est restauré.

## Protection
Le prieuré a été classé au titre des monuments historiques le 3 août 1892 et le domaine est inscrit depuis le 19 mars 2008.

## Tournages
En mai 2023, certaines scènes de la série télévisée Fortune de France ont été tournées à l'extérieur du prieuré.

## Galerie

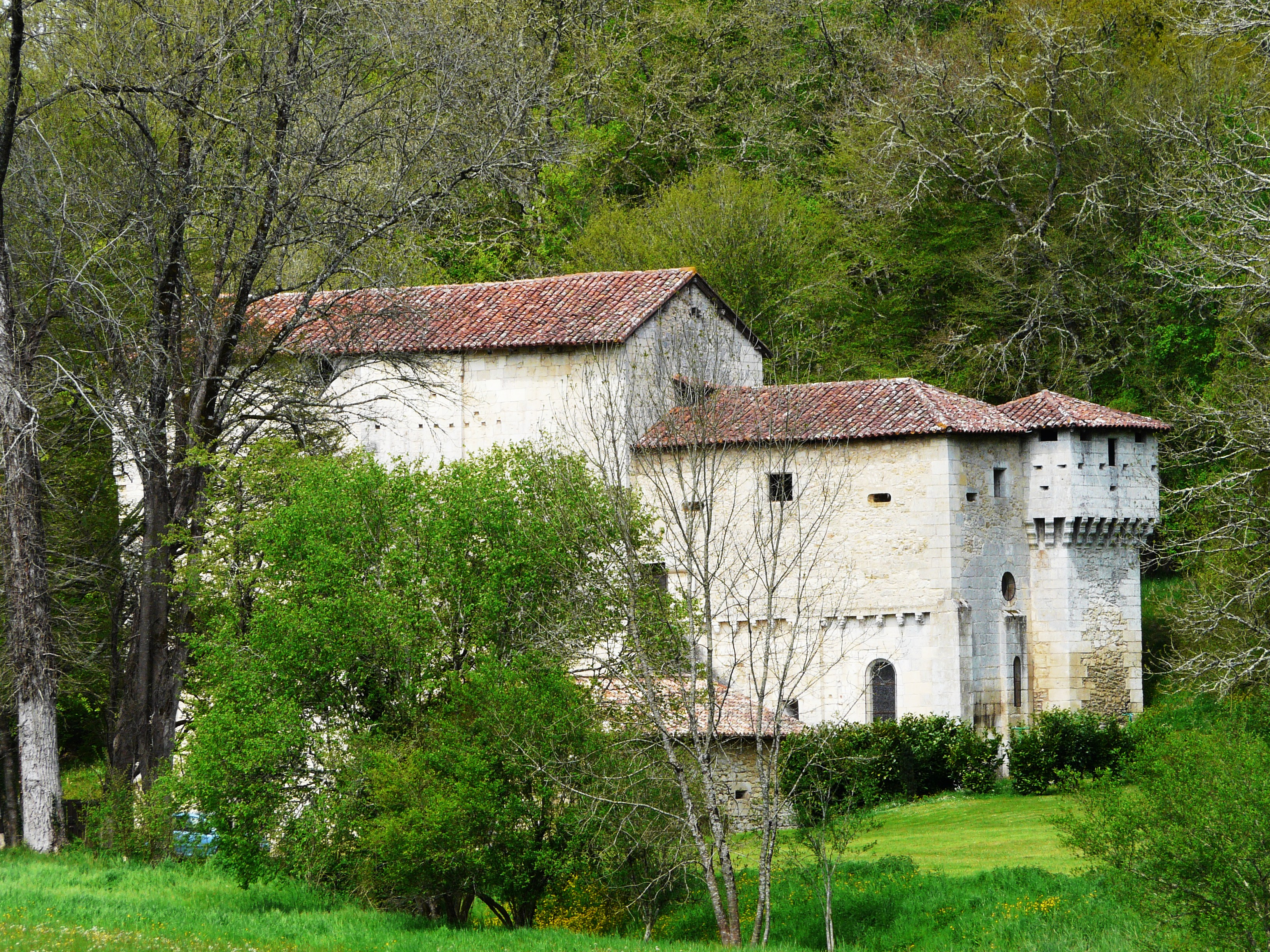
Vue extérieure du prieuré avec le chœur et les défenses côté est.
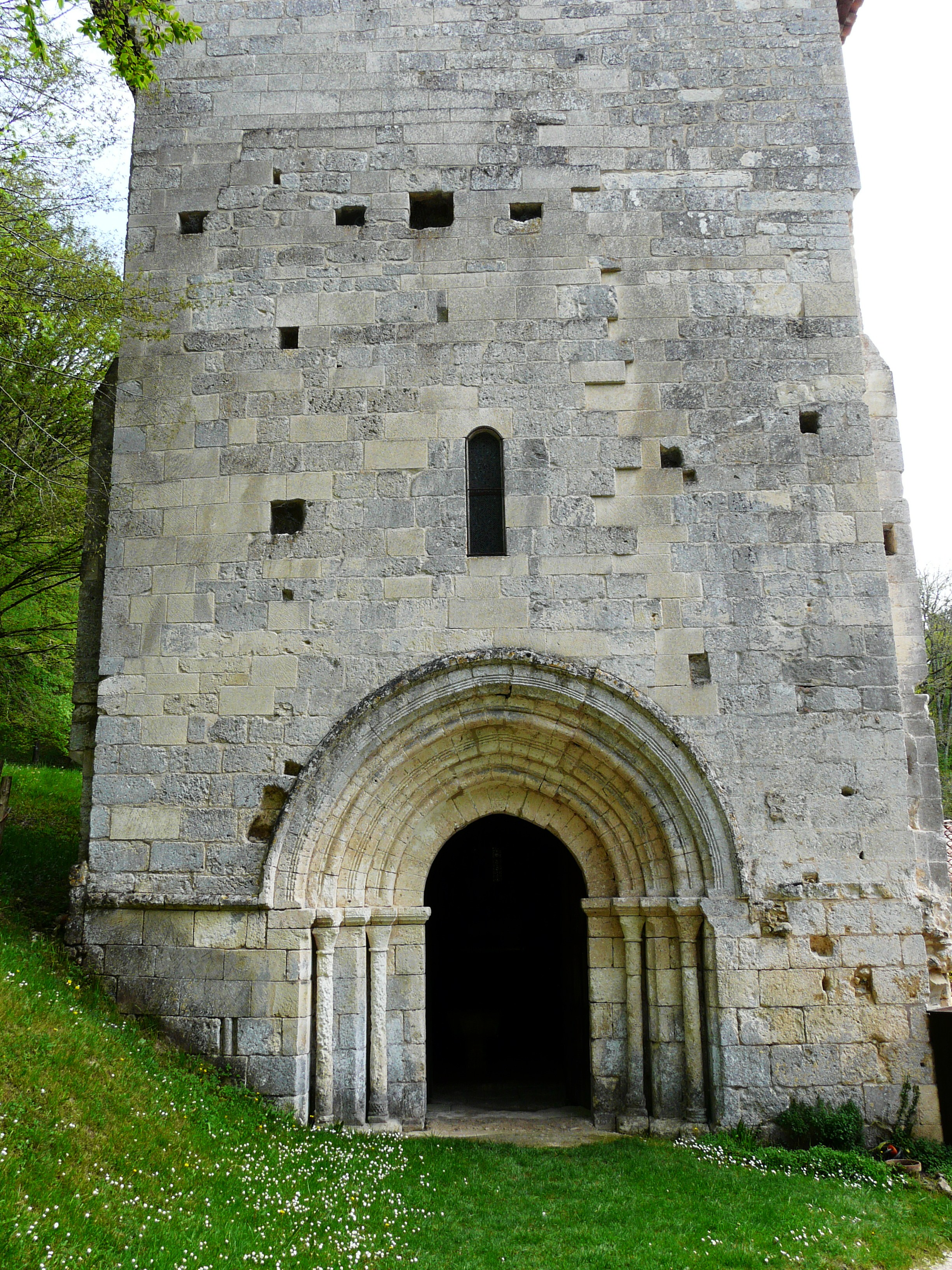
La façade occidentale.
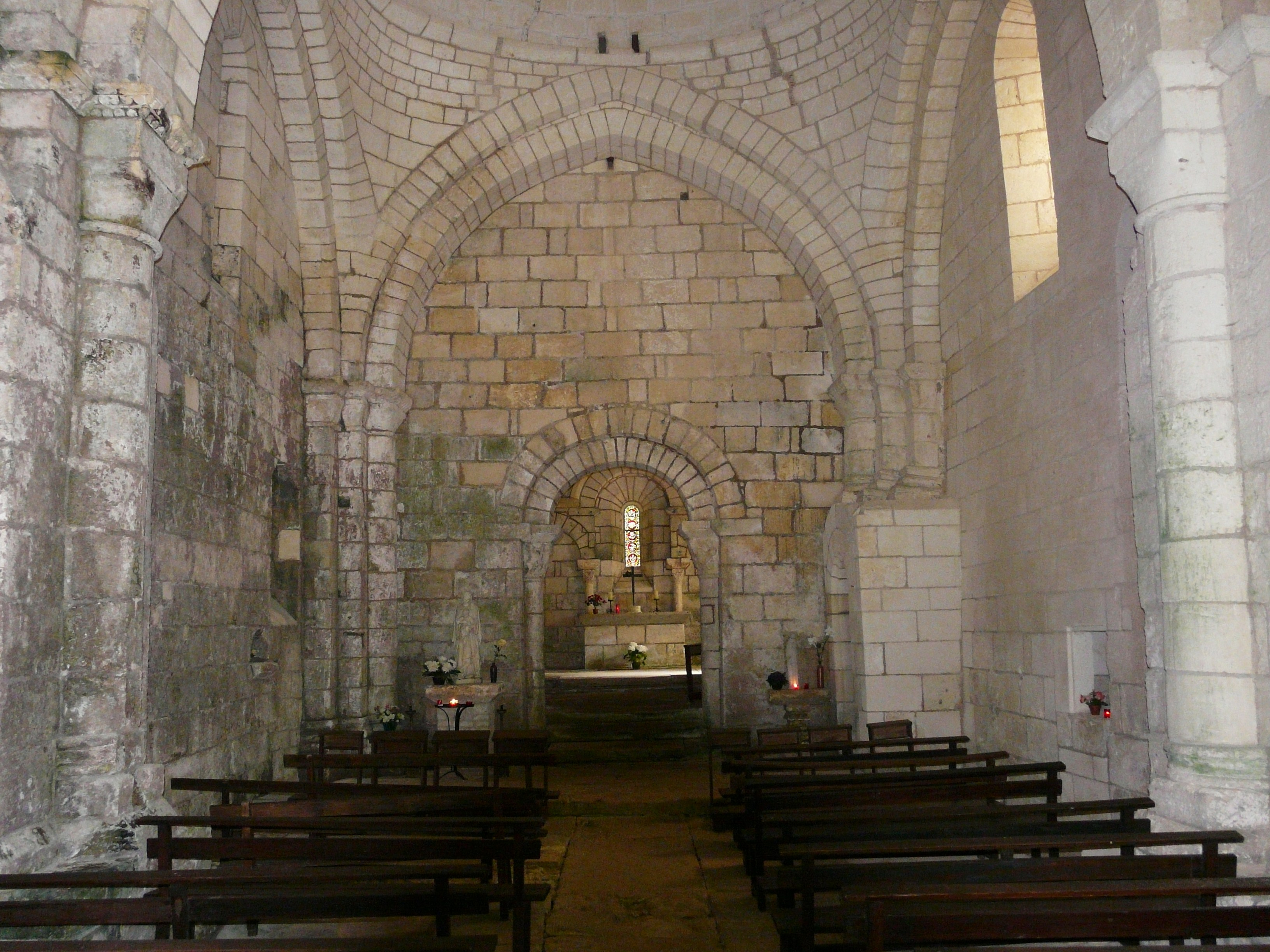
La seconde travée de la nef couverte d'une coupole.
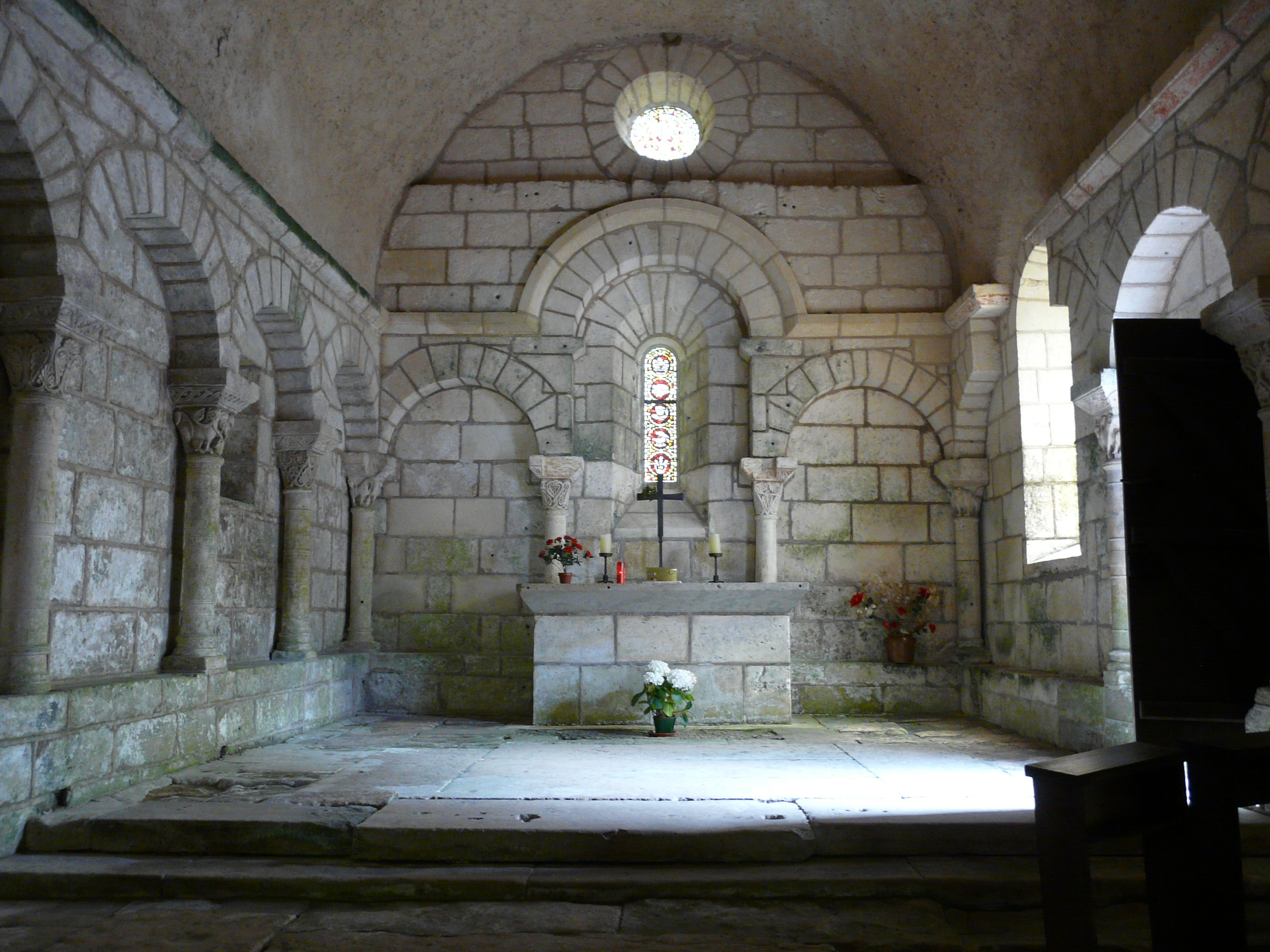
Le chœur.
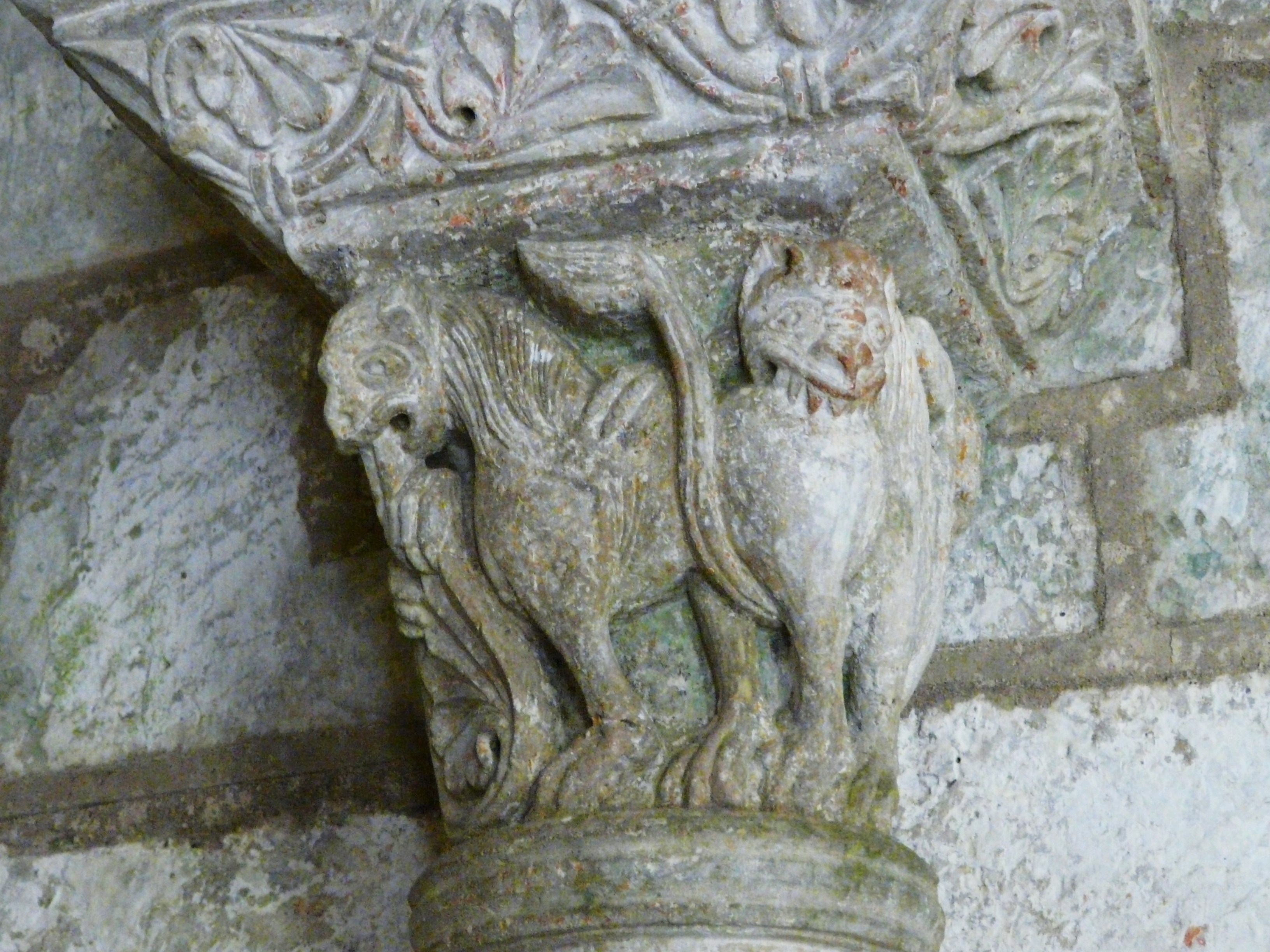
Chapiteau du chœur.